# Pusillina sarsi
Pusillina sarsi är en snäckart som först beskrevs av Sven Lovén 1846.
Pusillina sarsi ingår i släktet Pusillina och familjen Rissoidae. Arten är reproducerande i Sverige. Inga underarter finns listade i Catalogue of Life.